# 出川雅邦
出川 雅邦（でがわ まさくに、1949年3月 - ）は、日本の薬学者（衛生化学・分子毒性学・薬物代謝学）。学位は薬学博士（東北大学・1982年）。静岡県立大学名誉教授。
東京生化学研究所研究員、東北大学薬学部助教授、静岡県立大学薬学部教授、静岡県立大学学生部部長、静岡県立大学副学長、静岡県公立大学法人理事などを歴任した。

## 来歴

### 生い立ち
1949年3月に生まれた。東京理科大学に進学し、薬学部の製薬学科にて薬学を学んだ。1972年3月に東京理科大学を卒業すると、そのまま同大学の大学院に進学した。東京理科大学の大学院では、薬学研究科にて研究を進めた。この頃、東京生化学研究所に内地留学した。1974年3月に、東京理科大学の大学院にて、修士課程を修了した。なお、後年、東北大学より薬学博士の学位を授与されている。

### 研究者として
大学院修了後は、1974年4月より東京生化学研究所にて研究員を務めた。翌年5月、東北大学に採用され、薬学部の教務職員となった。1979年2月より、東北大学の薬学部にて助手を務めた。同学部では、主として衛生化学教室の講義を担当し、橋本嘉幸らと研究に取り組んだ。その間、1992年5月から同年11月にかけて、文部省の在外研究員としてアメリカ合衆国に渡り、同国の国立毒性学研究センターにて研究を行った。1998年4月、東北大学の薬学部にて助教授に昇任した。翌月、静岡県立大学に転じ、薬学部の教授に就任した。定年退職する冨田勲から研究室を引き継ぐことになり、衛生分子毒性学分野の講義を担当することになった。また、静岡県立大学の大学院においては、薬学研究科の教授も兼務することとなった。なお、大学院の薬学研究科は、2012年に生活健康科学研究科と統合され、2研究院1学府に再編された。それにともない、大学院に新たに発足した薬学研究院の教授を兼務することになった。大学院では、主として薬食生命科学総合学府の衛生分子毒性学教室の講義を担当した。その間、2005年5月から2007年3月にかけて、静岡県立大学の評議員を務めた。また、2007年4月から2009年3月にかけては、静岡県立大学の学生部にて部長を務めた。2009年4月には、静岡県立大学の副学長に就任するとともに、同大学の設置者である公立大学法人の理事を兼任することとなった。2011年3月、副学長と公立大学法人の理事を退任した。2014年3月、静岡県立大学を退職する。その後は静岡県立大学に再雇用され、地域連携推進本部の特任教授を務めていたが、2015年3月31日に退任した。
国における公職としては、2001年1月から2011年1月にかけて、厚生労働省の薬事・食品衛生審議会にて臨時委員、および、専門委員を務めた。また、2003年9月から2008年3月にかけては、内閣府の食品安全委員会にて専門委員を務めた。地方公共団体における公職としては、2003年4月から2007年3月にかけて、静岡県検査等精度管理委員会にて委員長を務めた。

## 研究
専門は薬学であり、衛生化学、分子毒性学、薬物代謝学といった分野を中心に研究している。具体的には、化学物質による毒性発現を研究しており、特にヒトをはじめとする動物においての、毒性発現の種差、性差、個体差について調査している。また、化学物質による生活習慣病の発症についての研究にも取り組んでいる。そのほか、異物代謝酵素について取り上げ、その多様性と薬効や毒性の発現について研究している。また、シトクロムP450について取り上げ、その発現や誘導機構についても研究している。
長年に渡って化学発癌の研究を続けており、特に著名なものとしては、芳香族アミンの代謝と肝発癌の関連性の研究が知られている。従来、発癌性芳香族アミンの代謝的活性化経路については、アミノ基Nの水酸化、O-アシル化が重要であると予想されていた。しかし、代謝活性体は不安定で、代謝物としては確認されておらず、モデル化合物の合成に成功した者もいなかった。しかし、出川は4-アミノアゾベンゼン誘導体を試料に、代謝活性体と推測されるそれら化合物の合成に世界で初めて成功した。さらに、それらの化合物を化学的、生物学的に精査することで、発癌性芳香族アミンの代謝的活性化機構の解明に成功した。また、発癌剤活性化酵素の発現や誘導の多様性が、芳香族アミン系発癌剤に対する発癌感受性を支配する要因になることを明らかにした。これらの研究は高く評価され、1994年3月には日本薬学会奨励賞が授与されている。
学会としては、日本癌学会、日本薬学会、日本毒性学会、日本環境変異原学会、日本薬物動態学会などに所属している。日本癌学会では、1992年1月より評議員を務めた。日本薬学会では、2002年2月から2010年1月まで、および、2013年1月から代議員を務めた。また、2004年4月から2007年3月にかけては、広報委員会委員長とJHS編集委員を務めた。2010年4月からは環境・衛生部会フォーラム委員会の委員を務めた。日本毒性学会の前身である日本トキシコロジー学会では、2005年1月から2007年12月までJ. Toxicol. Sci.編集委員を務めた。また、2009年1月からは評議員を務め、日本毒性学会に改組されてからも引き続き務めた。

## 人物
東北大学に勤務していたころは、橋本嘉幸らとともに研究に従事していた。後年、橋本が亡くなり、学士会館で偲ぶ会が催された際には、野田哲生らとともに弔辞を述べている。

## 略歴
- 1949年 - 誕生。
- 1972年 - 東京理科大学薬学部卒業。
- 1974年 - 東京理科大学大学院薬学研究科修士課程修了。
- 1974年 - 東京生化学研究所研究員。
- 1975年 - 東北大学薬学部教務職員。
- 1979年 - 東北大学薬学部助手。
- 1992年 - 日本癌学会評議員。
- 1992年 - 国立毒性学研究センター研究員。
- 1998年 - 東北大学薬学部助教授。
- 1998年 - 静岡県立大学薬学部教授。
- 1998年 - 静岡県立大学大学院薬学研究科教授。
- 2001年 - 厚生労働省薬事・食品衛生審議会臨時委員。
- 2001年 - 厚生労働省薬事・食品衛生審議会専門委員。
- 2002年 - 日本薬学会代議員。
- 2003年 - 静岡県検査等精度管理委員会委員長。
- 2003年 - 内閣府食品安全委員会専門委員。
- 2004年 - 日本薬学会広報委員会委員長。
- 2004年 - 日本薬学会JHS編集委員。
- 2005年 - 日本トキシコロジー学会J. Toxicol. Sci.編集委員。
- 2005年 - 静岡県立大学評議員。
- 2007年 - 静岡県立大学学生部部長。
- 2009年 - 日本トキシコロジー学会評議員。
- 2009年 - 静岡県立大学副学長。
- 2009年 - 静岡県理事。
- 2009年 - 日本香料工業会香料化合物再評価委員会専門委員。
- 2010年 - 日本薬学会環境・衛生部会フォーラム委員会委員。
- 2012年 - 静岡県立大学大学院薬学研究院教授。
- 2013年 - 日本薬学会代議員。
- 2014年 - 静岡県立大学地域連携推進本部特任教授。

## 賞歴
- 1979年 - 日本薬学会東北支部奨励賞。
- 1994年 - 日本薬学会奨励賞。

## 著作

### 執筆
- 横路謙次郎ほか編著『発癌――理論と実際』学会出版センター、1992年。ISBN 4762257079
- 加藤隆一・鎌滝哲也編著『薬物代謝学――医療薬学・毒性学の基礎として』2版、東京化学同人、2000年。ISBN 4807905279
- 日本薬学会編『健康と環境』東京化学同人、2006年。ISBN 480791460X
- 佐藤哲男・仮家公夫・北田光一編『医薬品トキシコロジー――医薬品を安全に使うために』改訂4版、南江堂、2010年。ISBN 9784524402595
- 井手速雄・井上義雄・福井哲也編『衛生薬学――新しい時代』3版、広川書店、2011年。ISBN 9784567471831

### 編纂
- 日本薬学会編『環境・健康科学辞典』丸善、2005年。ISBN 4621075365

## 関連人物
- 冨田勲 (薬学者)
- 橋本嘉幸